# Jean Bouguer
Jean Bouguer est un hydrographe et mathématicien français mort en 1714. Il commence sa carrière maritime comme pilote, puis devient professeur de l’école d’hydrographie du Croisic.

## Biographie
La perte d'un pied lors de la bataille de la baie de Bantry (Irlande), durant la guerre de la Ligue d'Augsbourg contraint Jean Bouguer à quitter la mer et son métier de pilote. Il est ensuite nommé en juin 1691 professeur royal d'hydrographie responsable de la nouvelle école d'hydrographie au Croisic. Il est l'auteur du célèbre traité de navigation et pilotage, le Traité complet de la navigation publié en 1698 à Paris chez Guignard.
Il donne également des cours privés dans sa demeure, où il collectionne les instruments astronomiques et de navigation. 
Il a 3 enfants avec sa femme Marie Françoise Josseau, dont Pierre Bouguer, qui lui succède à l'école du Croisic.